# Jayton
Jayton è una city degli Stati Uniti d'America situata nella contea di Kent (di cui è capoluogo) dello Stato del Texas.
La popolazione era di 534 persone al censimento del 2010.

## Geografia fisica
Secondo lo United States Census Bureau, ha un'area totale di 4,40 km² (1,70 mi²).

## Società

### Evoluzione demografica
Secondo il censimento del 2000, c'erano 513 persone, passate a 534 nel 2010.